# 道の駅ゆとりパークたまがわ
道の駅ゆとりパークたまがわ（みちのえき ゆとりパークたまがわ）は、山口県萩市大字下田万にある国道191号の道の駅である。

## 歴史
- 1996年（平成8年）4月16日 - 道の駅第10回登録において、「道の駅ゆとりパークたまがわ」として登録。
- 1997年（平成9年）9月26日 - 開駅。

## 施設
- 駐車場
  - 普通車：191台
  - 大型車：10台
  - 身障者用：1台
- トイレ
  - 男：大 5器、小 11器
  - 女：8器
  - 小児用：1器
  - 身障者用：1器
- 公衆電話：2台
- 公衆ファックス
- レストラン
  - 「味番地」
  - 「ゆとり茶屋」
  - 「六角亭」
  - 「うな道」
- 売店
- 休憩所
- 公園（子ども広場）
- 体験施設
- 情報コーナー
- 乳幼児用施設：ベビーベッド
- 郵便ポスト（須佐郵便局）

## 休館日
- 第3月曜日（祝日の場合、第2月曜日）（味番地、六角亭のみ毎週月曜日）

## アクセス
- 国道191号 - 登録路線
  - 島根県道・山口県道17号津和野田万川線

## 周辺
- ローソン・ポプラ たまがわ店（国道191号を挟んで向かい側）
- 田万川温泉（徒歩3分、キャンピングカー用のRVパークあり）
- 西堂寺六角堂（山口県文化財）
- 石見交通小浜江崎線 田万川温泉バス停